# Wiki Education Foundation
Wiki Education Foundation (đôi khi viết tắt thành Wiki Ed) là một tổ chức phi lợi nhuận có trụ sở tại San Francisco, California, Mỹ. Tổ chức vận hành Chương trình Giáo dục Wikipedia, chương trình này thúc đẩy việc tích hợp Wikipedia vào những môn học của các nhà giáo dục ở Canada và Hoa Kỳ.

## Lịch sử
Wiki Education Foundation được thành lập vào năm 2013, một quá trình mà Wikimedia Foundation bắt đầu vào năm 2012 để cung cấp cho chương trình giáo dục "hỗ trợ tập trung và chuyên biệt hơn" và để "phát triển các chương trình bổ sung nhằm đẩy mạnh việc nghiên cứu học thuật và giảng dạy gắn bó với Wikipedia". Nó được cấp thực trạng pháp lý hội từ thiện 501(c)(3).
Tháng 2 năm 2014, Wikimedia Foundation (WMF) và Wiki Education Foundation thông báo tuyển dụng Frank Schulenburg, trước đây từng là giám đốc cấp cao của các chương trình tại WMF, làm giám đốc điều hành đầu tiên của tổ chức này. Tháng 4 năm 2014, Schulenburg đại diện cho Wiki Ed tại Hội nghị Thượng đỉnh Biết chữ Thế giới ở Oxford. Hội nghị nhằm tạo ra những cải tiến toàn cầu về khả năng đọc viết.

## Quyền lãnh đạo
Schulenburg là giám đốc điều hành kể từ tháng 2 năm 2014. Diana Strassmann làm chủ tịch hội đồng quản trị. Robert Cummings, Giám đốc Trung tâm Viết và Hùng biện và Phó Giáo sư tiếng Anh tại Đại học Mississippi, cũng phục vụ trong hội đồng quản trị. Adrianne Wadewitz (1977–2014), một thành viên Wikipedia, từng có thời gian phục vụ trong hội đồng quản trị này.